# HD 47144
HD 47144，又名CD-36 3009，SAO 196978、HR 2424，是一颗恒星，视星等为5.59，位于銀經245.35，銀緯-18.84，其B1900.0坐标为赤經6h 31m 55.6s，赤緯-36° -18.84′ 57″。